# Casper Sloth
Casper Bisgaard Sloth (Aarhus, Dinamarca, 26 de marzo de 1992) es un futbolista danés. Se desempeña como mediocampista en el Leeds United de la Football League Championship de Inglaterra.

## Trayectoria

### Aarhus
Sloth hizo sus primeros años en el fútbol, en la cantera del Brabrand IF. En 2004 pasó a la cantera del Aarhus GF y siguió su progreso en ese club.
Hizo su debut con el Aarhus GF en el campeonato danés, la Superliga, el 7 de diciembre de 2009, con solo 17 años de edad. El encuentro terminó en un empate 1-1 con el Esbjerg fB en el estadio NRGi Park que es en donde hace de local el AGF. En 2008, el excompañero de equipo, Benny Feilhaber, proclamó a Sloth como "el mayor talento actual del fútbol danés".
El 1 de mayo de 2010 marcó sus dos primeros goles en su carrera en la victoria por 4-1 ante el Silkeborg IF. En octubre de 2012 fue elegido como jugador del mes en la Superliga.
Durante la temporada 2013/14, Sloth no pudo evitar que el Aarhus GF sea relegado de la Superliga danesa.

### Leeds United
El lunes 25 de agosto de 2014, fue transferido al Leeds United de la Football League Championship, firmando un contrato por 3 años. La tarifa por Sloth se cree que fue de alrededor de 600.000 libras.

## Selección nacional
Sloth también ha jugado más de 30 juegos para varias selecciones juveniles danesas, entre ellos ocho partidos con la selección nacional de Dinamarca sub-21 de fútbol.
El 14 de noviembre de 2012, hizo su debut con la selección mayor de Dinamarca en un partido amistoso en Estambul ante Turquía. Sloth jugó la primera mitad del partido que terminó 1-1, y fue aclamado como uno de los mejores jugadores de Dinamarca del juego.

## Características
Se le conoce como un centrocampista habilidoso y creativo, con visión y capacidad, ritmo de juego y aferrarse a la pelota.

## Curiosidades
En Dinamarca, Sloth era también el rostro de la compañía escandinava de cera para el cabello Hair ID.

## Clubes
| Club         | País       | Año         |
| ------------ | ---------- | ----------- |
| Aarhus GF    | Dinamarca  | 2009 - 2014 |
| Leeds United | Inglaterra | 2014 -      |